# 180 mm S-23
L'S-23 (in russo 180-мм пушка С-23) è un cannone a lunga gittata, di elevata potenza, prodotto in Unione Sovietica ed entrato in linea nelle divisioni di artiglieria negli anni '50.
Le stime fatte in basate sulle scarse informazioni disponibili in Occidente gli attribuirono, in un primo tempo, un calibro di 203 mm e solo dopo la guerra del Kippur, in cui esemplari forniti agli eserciti dei paesi arabi furono catturati da Israele, si scoprì che questo era di 180 mm. L'S-23 era infatti derivato dalle artiglierie navali degli incrociatori classe Kirov, dotate di una gittata straordinariamente elevata per il loro calibro.
A parte la notevole eccezione dell'M107, solo con l'avvento dei cannoni da 155/45mm sulla fine degli anni '70 la gittata dell'S-23 fu superata, e anche così solo di poco e solo con munizioni di tipo speciale, come i proiettili assistiti a razzo o base bleed. Ma con munizioni a razzo, anch'esse disponibili, l'S-23 è rimasto imbattuto dalle armi d'artiglieria occidentali per decenni.
Oltre al munizionamento ordinario, questo cannone, assegnato alle artiglierie d'armata sovietiche, poteva anche sparare proiettili a razzo, del peso di circa 100 kg, con gittata di oltre 40 km e testate nucleari da 0,2 Kt di potenza. Unico limite del S-23 era la cadenza di tiro che non superava il colpo al minuto. Si è comunque trattato di un'arma che non aveva paragoni in occidente, degno complemento dei mobili M-30 e degli M-46, più piccoli e quasi dello stesso livello di gittata (non casualmente, derivati anche in tal caso da cannoni navali). Essa non è stata mai sistemata su semoventi, ma è stata esportata in diversi Paesi alleati.